# Aquädukt von Zschopau

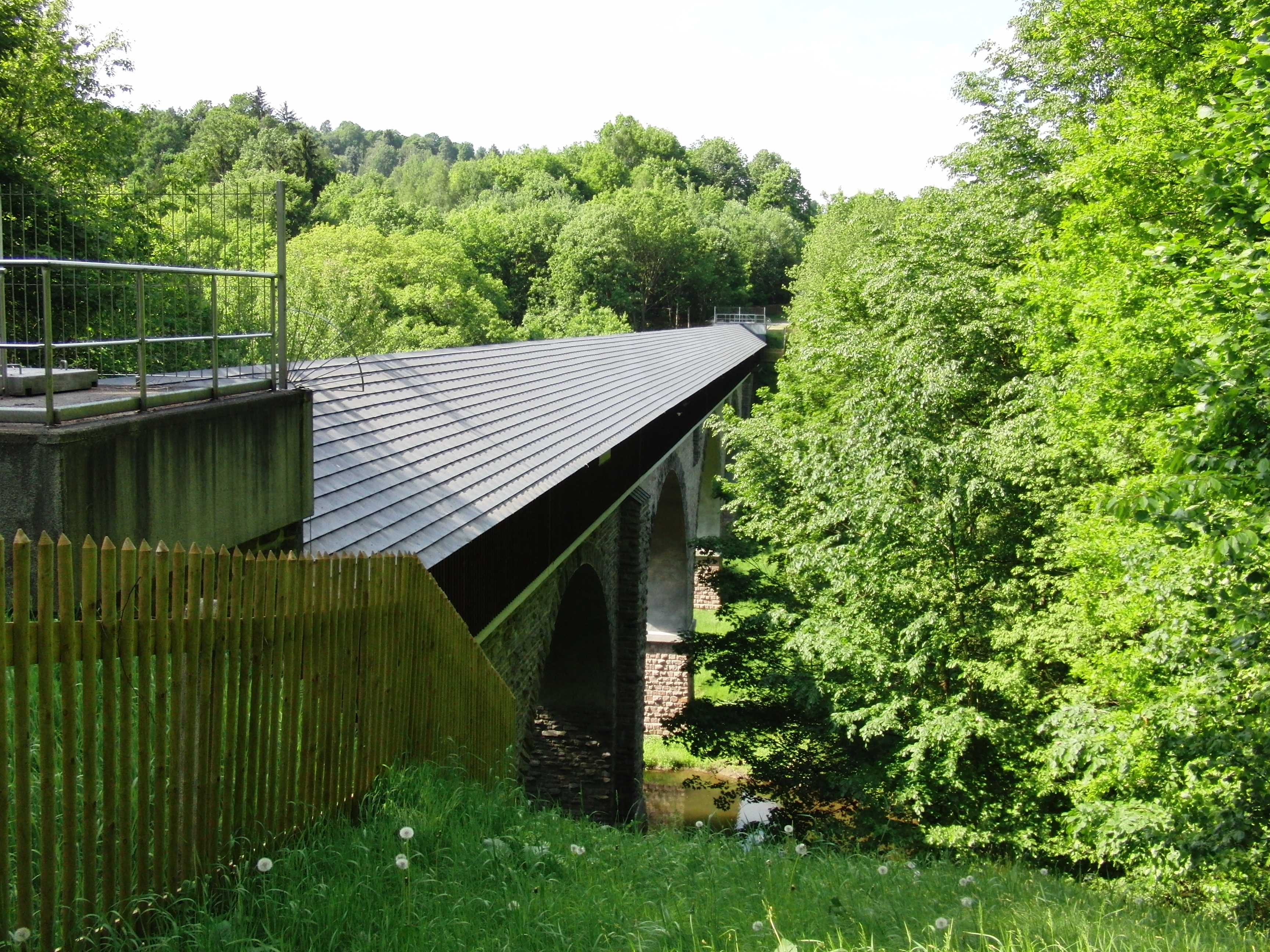
Aquädukt von Zschopau (Ostseite)

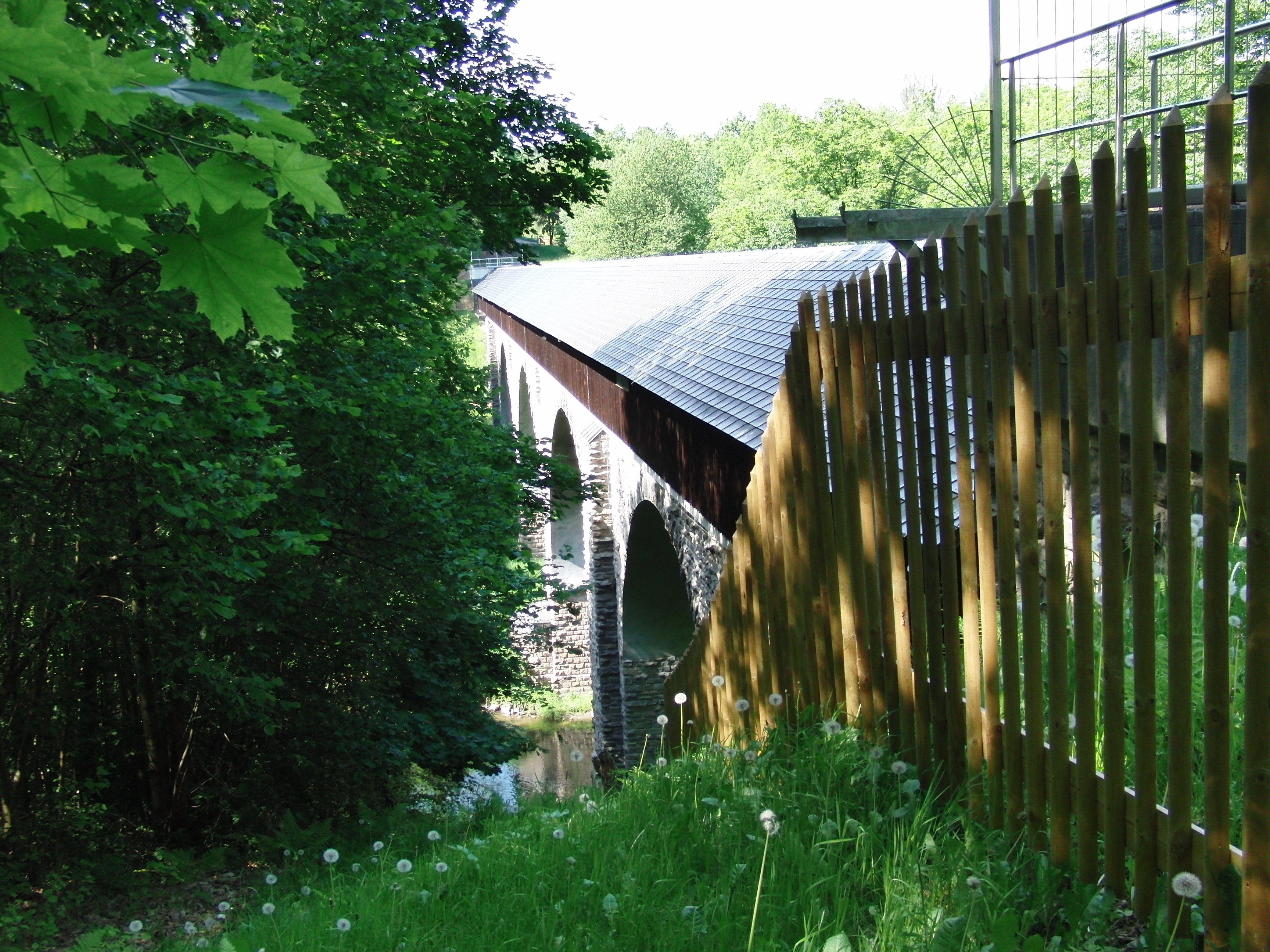
Aquädukt von Zschopau (Westseite)

Das Aquädukt von Zschopau ist ein 1907 erbautes Aquädukt in Zschopau.

## Lage
Das Bauwerk befindet sich nordöstlich der Ortslage von Zschopau, wo es die Zschopau und die Bahnstrecke Annaberg-Buchholz unt Bf–Flöha überspannt.

## Bauwerk
Das Aquädukt ist 140 m lang und 18 m hoch. Es besteht aus einer fünfbogigen Brücke mit zwei großen und drei kleineren Bögen. Diese ist in Bruchsteinmauerwerk ausgeführt und mit einem hölzernen Aufbau mit Satteldach zum Schutz des Wassers versehen. Eine Besonderheit des technischen Denkmals ist, dass das zulaufende Wasser aus einem 420 m hoch, und damit 82 Meter über dem Aquädukt gelegenen Stollen herabfällt. Nach dem Taleinschnitt steigt das Wasser in den Druckleitungen wieder um 79 m zu einem weiteren Stollen auf. Obwohl er das Tal nicht gänzlich unterquert erfüllt er damit die Funktion eines Dükers.

## Nutzung
Die Einrichtung ist Teil einer 1903 bis 1908 errichteten Fernwasserversorgung für Chemnitz, die auch heute noch in Betrieb ist. Betrieben wird das „Talsperrensystem Mittleres Erzgebirge“ von der Staumeisterei Neunzehnhain der Landestalsperrenverwaltung Sachsen, einem Eigenbetrieb des Freistaates Sachsen. Die Rohwasserüberleitung, in die das Aquädukt eingebunden ist, verläuft von der Talsperre Neunzehnhain I zur Talsperre Einsiedel über eine Gesamtlänge von 13,17 Kilometern. Meist wird sie in Wasserstollen oder abgedeckten Kanälen geführt. Bereits in Krumhermersdorf tritt sie mit dem ebenfalls denkmalgeschützten Aquädukt von Krumhermersdorf zu Tage.